# Востряково (Москва)
Востряко́во — микрорайон в Западном административном округе Москвы, на территории района Солнцево. Расположен за МКАД (48-й км), ограничен с севера — железной дорогой Киевского направления (платформа «Сколково», до 2010 года — «Востряково»), с юга — ЖК «Мещерский лес», с востока — МКАД.

## История
В 1899 году на Московско-Киево-Воронежской железной дороге вблизи населённых пунктов Михалково, Никулино, Говорово и Терешково появилась платформа (остановочный пункт) Востряково. Она была названа в честь Вострякова Дмитрия Родионовича, предпринимателя, давшего ссуду для строительства, а во 2-й половине 1930-х годов при ней появился первый посёлок. К 1927 году расположение платформы изменилось: ранее она размещалась на дороге Михалково — Говорово, после перемещения на северо-восток она оказалась ближе к деревням Никулино и Никольское. Вблизи старого и нового расположения платформ появились хутора.
Хутор Востряково фигурирует в переписи 1926 года. Располагался он вблизи села Михалково. По данным 1926 года, в Востряково было 2 крестьянских хозяйства, проживало 14 человек (6 мужчин и 8 женщин).
После Великой Отечественной войны месторасположение платформы изменилось: она была смещена к юго-западу, на современное место, вновь вернувшись на дорогу Михалково — Говорово. Между этой (новой) станцией Востряково и Боровской шоссейной дорогой до 1950 года был пустырь, заросший мелким кустарником. После 1950 года здесь при Домостроительном комбинате № 3 (ДСК-3) появился посёлок Востряково. После расширения границ Москвы в августе 1960 года эти земли были подчинены городу, несмотря на то, что находились за МКАД.
1960—1968 годы: посёлок Востряково подчинён Ленинскому району города Москвы.
В 1969 г. в г. Москве был образован Гагаринский район, которому был подчинён, помимо посёлков Внуково, Мещёрский, Западный, также и посёлок Востряково.
По состоянию на 1972 год две улицы посёлка Востряково (Матросова и Домостроительная) числятся за посёлком Мещёрский.
В 1984 году пгт Мещёрский (вместе с посёлком Востряково) был включён в черту города Москвы в рамках новообразованного Солнцевского района Москвы.

## Инфраструктура
Жилой массив из нескольких кварталов застройки 1950—1970-х годов, расположенных на двух улицах: Матросова и Домостроительной.
Домостроительный комбинат № 3 был снесён к 2017 году, производство было перенесено на ДСК № 2. В 1954 году в посёлке построен клуб «Родина» (сейчас там располагается МФЦ района Солнцево). В 1955—1956 г. были открыты детский сад и ясли. В середине 2010-х на месте промзоны «Востряково» построен ЖК «Мещерский лес».